# Óros Díkaios
Óros Díkaios är ett berg i Grekland.   Det ligger i prefekturen Nomós Dodekanísou och regionen Sydegeiska öarna, i den sydöstra delen av landet, 300 km öster om huvudstaden Aten. Toppen på Óros Díkaios är 767 meter över havet. Óros Díkaios ligger på ön Kos.
Terrängen runt Óros Díkaios är varierad. Havet är nära Óros Díkaios åt sydost.  Närmaste större samhälle är Kos, 9,0 km nordost om Óros Díkaios. 